# AGITAB-500-300
AGITAB-500-300 (ros. АГИТАБ-500-300, агитационная авиационная бомба) – radziecka oraz rosyjska lotnicza bomba agitacyjna. Może przenosić 45-75 kg ulotek rozrzucanych po rozcaleniu skorupy. Stosowana podczas wojny w Czeczenii.